# Guadassuar
Guadassuar (spanisch Guadasuar) ist eine Gemeinde (municipio) mit 5.992 Einwohnern (Stand: 2024) in der spanischen Provinz Valencia. Sie befindet sich in der Comarca Ribera Alta. 

## Geografie
Guadassuar liegt etwa 32 Kilometer südsüdwestlich von Valencia in einer Höhe von ca. 25 m.

## Bevölkerungsentwicklung
| Jahr      | 1900 | 1920 | 1950 | 1970 | 1981 | 1991 | 2001 | 2011 | 2021 |
| Einwohner | 2676 | 3583 | 4704 | 5118 | 5379 | 5387 | 5349 | 6101 | 5938 |

## Sehenswürdigkeiten

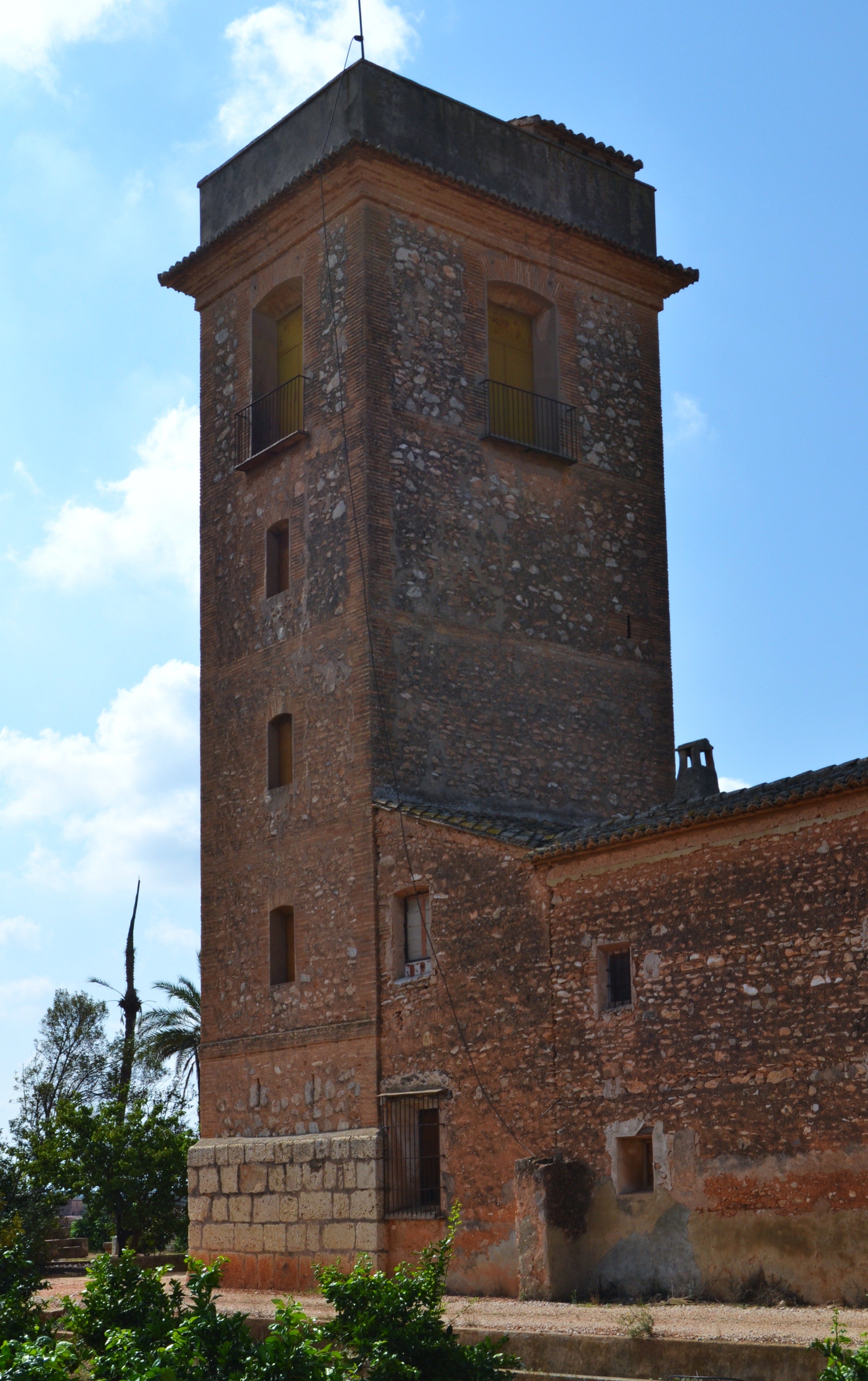
Turm El Borrero
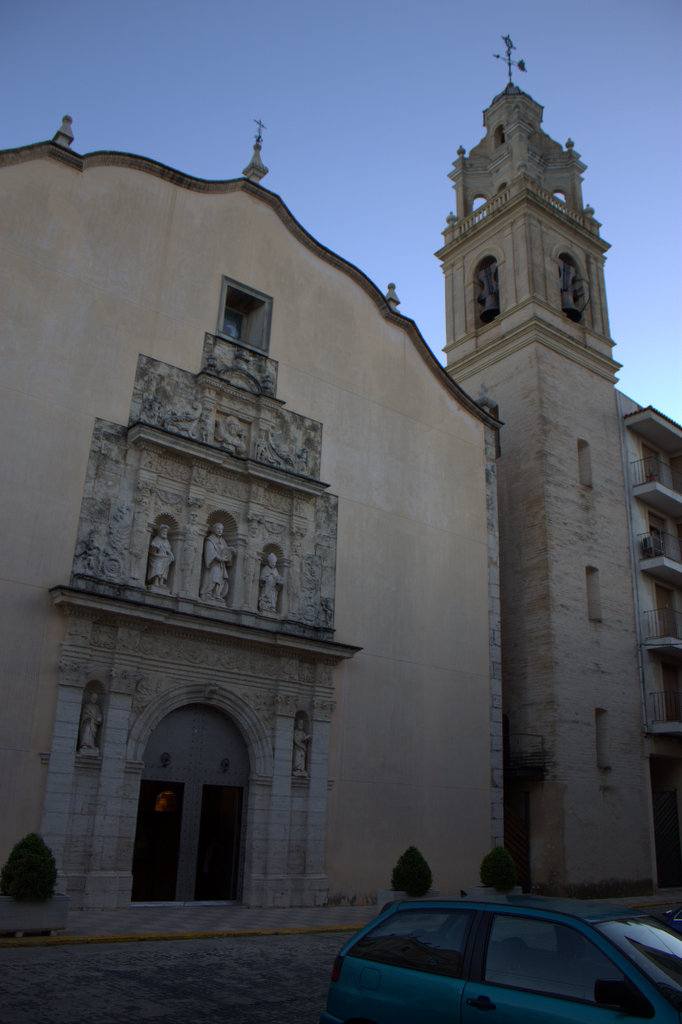
Vinzenzkirche

- Vinzenzkirche (Iglesia de San Vicente Mártir), 1340 erwähnt, heutiger Bau von 1560
- Rochuskapelle
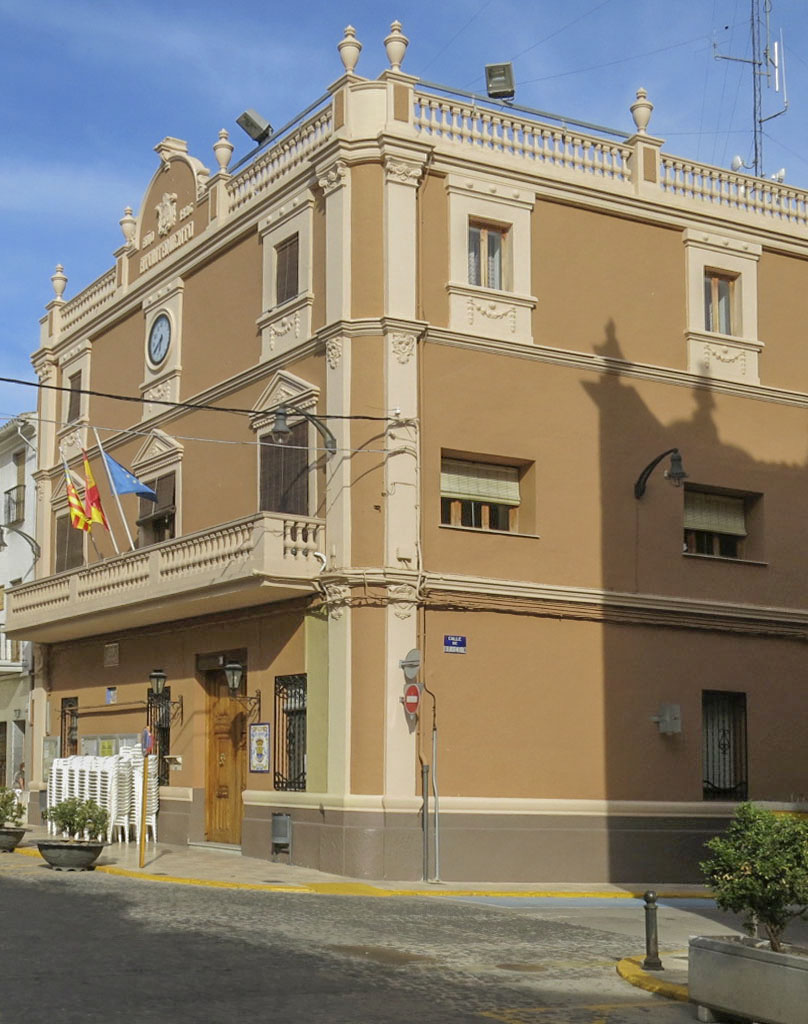
Rathaus

- Turm El Borrero
- Vinzenzkirche
- Rathaus

## Persönlichkeiten
- Juan Cuevas Perales (1782–1855), Komponist und Kapellmeister
- Vicente Roig y Villalba (1904–1977), römisch-katholischer Ordensgeistlicher, Bischof von Valledupar in Kolumbien
- Choriza May (eigentlich Adrián Martín, * 1991), Dragqueen